# Honda Aircraft Company

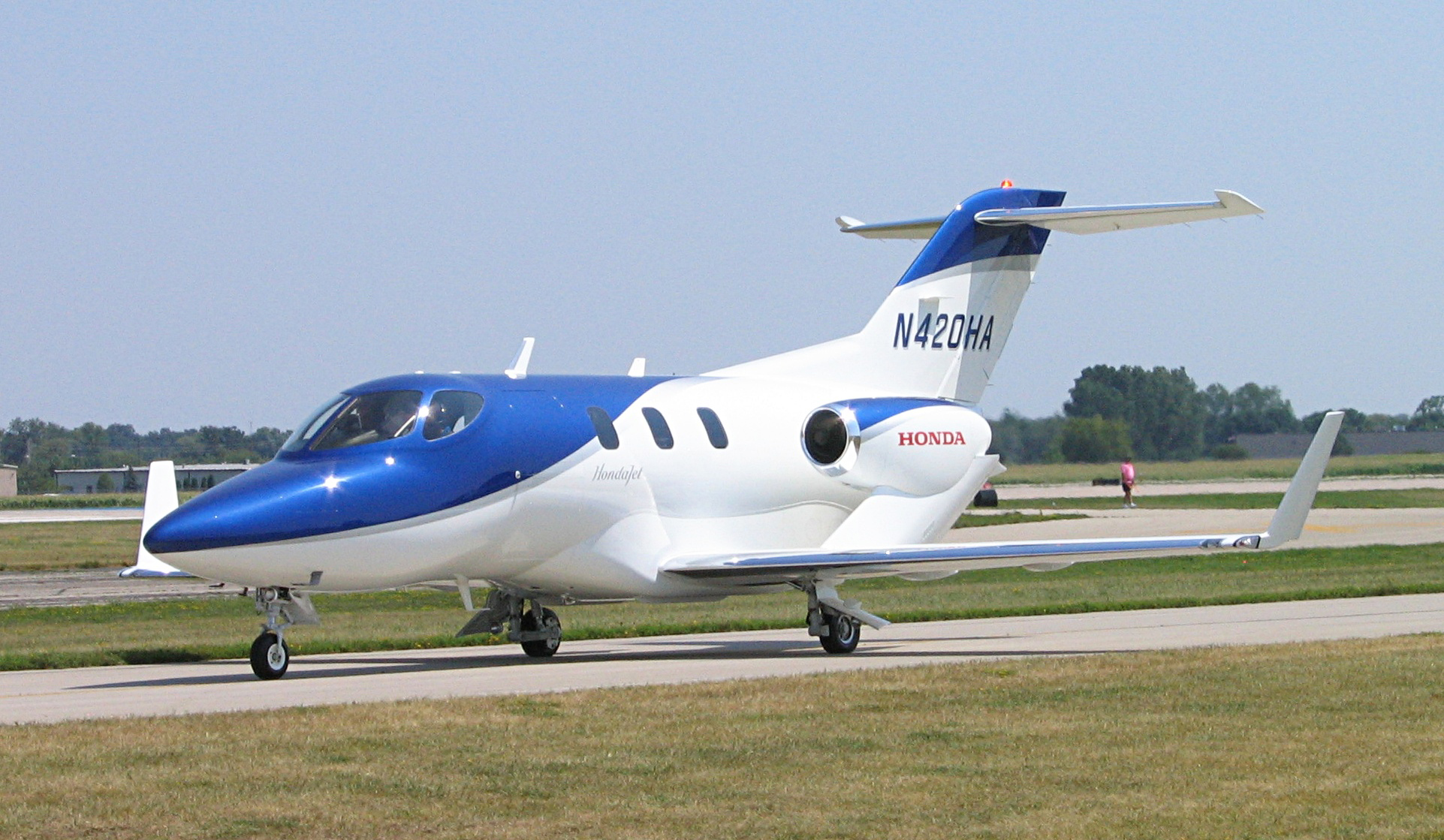
HondaJet

Hondajet là một sản phẩm thương mại mới cùng hãng Honda, máy bay phản lực doanh nhân cỡ nhỏ. Những chiếc Hondajet thương mại đầu tiên trang bị động cơ GE Honda HF120 do Honda phát triển hiện đang nằm trong giai đoạn lắp ráp cuối cùng. Động cơ GE Honda HF 120 đã đạt được các chứng nhận thử nghiệm của Cục hàng không liên bang Mỹ (FAA) cuối năm 2013.
HondaJet có sải cánh dài 12,15 m và tổng chiều dài thân 12,71 m. Máy bay phản lực này có thể đạt tốc độ 778 km/h và trần bay tối đa 9.144 m. Tầm bay xa của HondaJet là 2.593 km.
HondaJet được đánh giá là: "chiếc máy bay phản lực nhẹ tiên tiến nhất thế giới". Lý do trọng lượng của HondaJet nhẹ do phần thân được làm bằng vật liệu tổng hợp và cánh của máy bay này được Honda gia cường bằng nhôm.
Phía trong khoang lái, HondaJet được trang bị hệ thống dẫn đường thế hệ mới G3000 của Garmin với thiết kế all-glass gồm 3 màn hình hiển thị ở chế độ landscape kích thước 14 inch và hai bảng điều khiển cảm ứng.
Theo Honda Aircarft, mục tiêu của công ty là sẽ giao những chiếc máy bay đầu tiên tới các khách hàng đã đặt hàng HondaJet từ năm 2015. Giá bán mỗi chiếc HondaJet từ 4,5 triệu USD.